# Conways
Conways ist das gemeinsame Musikprojekt der beiden österreichischen DJs und Houseproduzenten Chris Lance und DJ Lobo.

## Hintergrund
Erste Zusammenarbeit der beiden war die Single Crazy Beatz, die Lance im Februar 2005 für das L&M Project (DJ Lobo und DJ Tomtek) produzierte. Im Juli 2005 beschlossen beide, gemeinsam ein Musikprojekt ins Leben rufen.
Erste Single von Conways war im November 2005 eine Coverversion von A Walk In The Park, mit der der Nick Straker Band im Sommer 1979 ein internationaler Tophit gelang. Ähnlich wie ihre Landsmänner Global Deejays bauten Lance und DJ Lobo dabei auf einem Sample des Originaltracks einen Housetitel auf, mit dem sie Platz 60 der deutschen Charts erreichten.